# 2015-ös Roland Garros
A 2015-ös Roland Garros az év második tenisz Grand Slam-tornája, a Roland Garros 114. kiadása volt. Az eseményt 2015. május 24. és június 7. között rendezték meg Párizsban.

## Döntők

### Férfi egyes
Stanislas Wawrinka –  Novak Đoković 4–6, 6–4, 6–3, 6–4

### Női egyes
Serena Williams –  Lucie Šafářová 6–3, 6–7(2), 6–2

### Férfi páros
Ivan Dodig /  Marcelo Melo –  Bob Bryan /  Mike Bryan 6–7(5), 7–6(5), 7–5

### Női páros
Bethanie Mattek-Sands /  Lucie Šafářová –  Casey Dellacqua /  Jaroszlava Svedova 3–6, 6–4, 6–2

### Vegyes páros
Bethanie Mattek-Sands /  Mike Bryan –  Lucie Hradecká /  Marcin Matkowski 7–6(3), 6–1

### Juniorok

#### Fiú egyéni
- Tommy Paul –  Taylor Harry Fritz, 7–6(4), 2–6, 6–2

#### Lány egyéni
- Paula Badosa Gibert –  Anna Kalinszkaja, 6–3, 6–3

#### Fiú páros
- Álvaro López San Martín /  Jaume Munar –  William Blumberg /  Tommy Paul, 6–4, 6–2

#### Lány páros
- Miriam Kolodziejová /  Markéta Vondroušová –  Caroline Dolehide /  Katerina Stewart, 6–0, 6–3

## Világranglistapontok
| Eredmény           | Férfi egyes | Férfi páros | Női egyes | Női páros |
| ------------------ | ----------- | ----------- | --------- | --------- |
| Győzelem           | 2000        | 2000        | 2000      | 2000      |
| Döntő              | 1200        | 1200        | 1300      | 1300      |
| Elődöntő           | 720         | 720         | 780       | 780       |
| Negyeddöntő        | 360         | 360         | 430       | 430       |
| 16 között          | 180         | 180         | 240       | 240       |
| 32 között          | 90          | 90          | 130       | 130       |
| 64 között          | 45          | 0           | 70        | 10        |
| 128 között         | 10          | –           | 10        | –         |
| Főtáblára jutás    | 25          | 25          | 40        | –         |
| Selejtező (3. kör) | 16          | –           | 30        | –         |
| Selejtező (2. kör) | 8           | –           | 20        | –         |
| Selejtező (1. kör) | 0           | –           | 2         | –         |

## Pénzdíjazás
A torna összdíjazása 26 928 600 euró volt. A férfi és a női egyéni győztesnek fejenként 1 800 000 euró járt.
| Eredmény             | Egyes*        | Egyes*        | Páros**                                                                     | Vegyes páros**                                                              |
| Eredmény             | Férfiak***    | Nők****       | Páros**                                                                     | Vegyes páros**                                                              |
| Győzelem             | 1 800 000 €   | 1 800 000 €   | 450 000 €                                                                   | 114 000 €                                                                   |
| Döntő                | 900 000 €     | 900 000 €     | 225 000 €                                                                   | 57 000 €                                                                    |
| Elődöntő             | 450 000 €     | 450 000 €     | 112 500 €                                                                   | 28 000 €                                                                    |
| Negyeddöntő          | 250 000 €     | 250 000 €     | 61 000 €                                                                    | 15 000 €                                                                    |
| 16 között            | 145 000 €     | 145 000 €     | 33 000 €                                                                    | 8000 €                                                                      |
| 32 között            | 85 000 €      | 85 000 €      | 18 000 €                                                                    | 4000 €                                                                      |
| 64 között            | 50 000 €      | 50 000 €      | 9000 €                                                                      | –                                                                           |
| 128 között           | 27 000 €      | 27 000 €      | –                                                                           | –                                                                           |
| Összesen             | 10 448 000 €* | 10 448 000 €* | 1 984 000 €*                                                                | 415 000 €                                                                   |
| Selejtező (döntő)    | 11 000 €      | 11 000 €      | *Nemenként **Csapatonként ***128-as selejtezőtábla ****96-os selejtezőtábla | *Nemenként **Csapatonként ***128-as selejtezőtábla ****96-os selejtezőtábla |
| Selejtező (2. kör)   | 5500 €        | 5500 €        | *Nemenként **Csapatonként ***128-as selejtezőtábla ****96-os selejtezőtábla | *Nemenként **Csapatonként ***128-as selejtezőtábla ****96-os selejtezőtábla |
| Selejtező (1. kör)   | 2750 €        | 2750 €        | *Nemenként **Csapatonként ***128-as selejtezőtábla ****96-os selejtezőtábla | *Nemenként **Csapatonként ***128-as selejtezőtábla ****96-os selejtezőtábla |
| Összesen (selejtező) | 528 000 €     | 396 000 €     | *Nemenként **Csapatonként ***128-as selejtezőtábla ****96-os selejtezőtábla | *Nemenként **Csapatonként ***128-as selejtezőtábla ****96-os selejtezőtábla |